# Rønde kommun
Rønde kommun var en kommun i Århus amt i Danmark. Sedan 2007 ingår den i Syddjurs kommun.